# Lemmings 2: The Tribes
Lemmings 2: The Tribes é um videogame de estratégia e quebra-cabeça de 1993 desenvolvido pela DMA Design e publicado pela Psygnosis, e é a sequência do videogame de 1991 Lemmings. Semelhante ao título original, o jogo mostra o jogador guiando várias tribos de lemingues antropomorfizados através de vários níveis, usando várias habilidades para ajudá-los a chegar à saída. Expandindo a mecânica do jogo original, Lemmings 2 apresentava uma série de níveis mais abertos com diferentes 'tribos', continha uma narrativa abrangente, expandia o número de habilidades, simplificava os requisitos para completar níveis e incluía um modo de prática para jogadores para testar novas mecânicas de jogo. O desenvolvimento de Lemmings 2 foi mais intenso, com a Psygnosis tendo maior envolvimento na tentativa de recriar o sucesso do jogo original. O foco na produção do jogo foi o desenvolvimento cruzado de um grande número de portas, com o jogo lançado para consoles incluindo Mega Drive, Super NES e Game Boy. Lemmings 2 foi um sucesso comercial e recebeu críticas positivas da crítica, com elogios direcionados à sua mecânica de jogo adicional e maior variedade de níveis e habilidades.

## Jogabilidade
Lemmings 2 está dividido entre uma série de doze mundos, cada um contendo dez níveis de obstáculos, armadilhas e outros perigos, onde o objetivo de cada nível é guiar um grupo de lemingues desde o seu ponto de entrada até uma(s) saída(s) no nível dentro um limite de tempo definido, criando uma passagem segura usando uma variedade de habilidades. Ao contrário de seu antecessor, o jogador só precisa levar pelo menos um lemingue até a saída de cada nível dos sessenta com os quais começa cada mundo, mas a quantidade economizada afeta a classificação de medalhas que recebe - Ouro sendo o melhor resultado, até Prata e depois Bronze pelo menor valor resgatado. Além disso, o número guardado num nível torna-se o montante inicial no nível seguinte; como alguns níveis podem exigir vários lemingues para serem concluídos, o jogador pode ter que repetir um nível anterior para economizar mais lemingues para os seguintes, caso perceba que não tem o suficiente.
Como acontece com os Lemmings, cada nível varia quais habilidades e quantas podem ser usadas para levar os lemingues até a saída. No entanto, o jogo apresenta não apenas as oito habilidades originais do primeiro jogo, mas 43 novas habilidades para usar. Essas habilidades diferem em sua finalidade – algumas superam obstáculos e perigos; alguns concentram-se na criação de pontes e travessias; e alguns quebram barreiras. Além disso, os jogadores têm a opção de pausar o jogo ou "destruir" todos os lemingues em um nível quando estiverem em uma situação "sem vitória", embora Lemmings 2 também inclua duas novas opções: avanço rápido, que substitui o botão de taxa de liberação no jogo original, permitindo que os jogadores acelerem o jogo; e o leque, que permite ao jogador controlar lemingues usando habilidades relacionadas ao voo (ou seja, usando um balão).
O jogador é livre para escolher em qual mundo começar ao iniciar um jogo a partir de um mapa mundial, bem como verificar o progresso que fez e pode salvar entre os níveis. Além disso, o jogo apresenta um modo de prática, permitindo ao jogador testar quaisquer oito habilidades do jogo em um dos quatro níveis de prática diferentes. Para completar o jogo completamente, o jogador deve garantir todas as partes douradas do talismã, garantindo que terminem os níveis com medalhas de ouro, agregando efetivamente valor de repetição aos níveis concluídos.

## Trama
Era uma vez, as doze tribos da Ilha Lemmings viviam com alegria e paz. No entanto, uma antiga profecia prevê que uma grande escuridão em breve cobrirá a ilha. Esta profecia diz que a única maneira de os lemingues sobreviverem é saindo de sua ilha usando o poder do Talismã Lemming. Este talismã consiste em doze peças, sendo uma propriedade de cada tribo. Com a ajuda do jogador, os lemingues devem chegar ao centro da ilha para escapar do seu destino.

## Desenvolvimento
Lemmings 2 foi desenvolvido pela desenvolvedora britânica DMA Design e publicado pela Psygnosis, embora o programador Brian Watson tenha afirmado que a editora desempenhou um papel mais envolvido em "ajudar no design e produção do jogo" para a sequência. O desenvolvimento foi marcado por uma pressão considerável para recriar o sucesso cruzado do jogo original, e mais tempo foi dedicado pelo programador líder David Jones para considerar como o jogo seria portado para múltiplas plataformas. O desenvolvedor Mike Dailly afirmou que o foco da sequência nas tribos foi concebido como uma forma de criar uma estrutura mais aberta para o jogo, com Dailly descrevendo o recurso como "uma maneira de dar (ao jogador pelo menos alguma escolha) quando preso em um jogo. nível" e "criar mais jogabilidade e fazer o jogo durar mais." A inclusão de um recurso de avanço rápido foi adotada a partir de uma porta de arcade abortada, com o recurso originalmente destinado a complementar "o ritmo acelerado das máquinas de arcade".
Lemmings 2 foi extensivamente portado para outros sistemas, incluindo Amiga, Mega Drive, Super Nintendo Entertainment System, Game Boy e Atari ST. Para acomodar as capacidades dos consoles, o jogo foi modificado em todas as versões para suportar níveis, habilidades e números reduzidos de lemingues na tela. Dailly afirmou que o processo de portabilidade foi "muito mais complexo" em uma tentativa de "tornar as versões de console muito melhores", citando a versão Super NES do jogo como "um dos jogos mais complexos que tive que escrever". Psygnosis concedeu a Dailly tempo adicional para completar as portas, permitindo a inclusão de ajustes e melhorias, como fundo de paralaxe e animações e efeitos sonoros adicionais. Embora as versões do jogo tenham sido desenvolvidas para Master System e Game Gear pela Spidersoft, elas não foram publicadas.
Lemmings 2 não era tão popular quanto Lemmings, nem foi portado para tantas plataformas. No Reino Unido, foi o jogo Amiga mais vendido em fevereiro de 1993, e o jogo para PC mais vendido em março de 1993.
O jogo foi bem recebido pela crítica, que o considerou melhor que o jogo original. Bruce e Margaret Howden da Compute! comentou "Esta sequência está repleta de novos recursos atraentes e envolventes, mais habilidades de Lemming e uma grande quantidade de novos cenários. Se o Lemmings original era um jogo de arcade perfeito, então esta é a perfeição aprimorada." A Computer Gaming World afirmou que a Psygnosis fez "um trabalho de primeira linha com esta sequência... Lemmings 2 é realmente o dobro do jogo que seu antecessor era", com quebra-cabeças "carinhosamente projetados" e "animações encantadoras", e concluiu que seria uma das “melhores compras do ano”. Computer Gaming World elogiou os quebra-cabeças "carinhosamente projetados" do jogo e destacou as "animações encantadoras, quebra-cabeças inteligentes, trilha sonora com música original para cada tribo (e) interface amigável".
Revendo a versão Genesis, a GamePro comentou que os controles em si são fáceis de usar, mas o pequeno tamanho dos lemingues torna difícil controlá-los com precisão. No entanto, eles elogiaram a variedade e a criatividade do design dos níveis e as diferentes manobras dos lemingues, bem como a personalidade "encantadora" do jogo e a ampla gama de dificuldade, e deram-lhe uma recomendação geral. Eles fizeram comentários semelhantes sobre a versão Super NES e observaram que o jogo "adiciona variedade não linear à mistura de quebra-cabeças de desenho animado". Os cinco revisores da Electronic Gaming Monthly também ficaram satisfeitos, com Mike Weigand comentando: "Este título adiciona algumas reviravoltas (e gráficos) ao tema padrão do guia dos Lemmings para a segurança, tornando-o obrigatório para veteranos dos jogos."
Next Generation analisou a versão Genesis do jogo e afirmou que "Os fanáticos por Lemmings certamente adorarão os novos recursos e para aqueles que nunca experimentaram um jogo de Lemmings, sugerimos fortemente que você dê uma olhada neste jogo."
Em uma revisão retrospectiva de 2001, Rosemary Young escreveu em Quandary que " Lemmings 2: Tribes será difícil de encontrar agora por causa de sua idade, mas, na verdade, quase não envelheceu. Embora um pouco 'planos', os gráficos ainda são perfeitamente bons e os quebra-cabeças são igualmente diabólicos. Ele se compara muito bem com títulos Lemmings posteriores, como 3D Lemmings e Lemmings Revolution, mesmo que não ofereça a oportunidade de salvar o nível médio. "
Lemmings 2 foi eleito o Melhor Jogo de Ação/Arcade na premiação Codie de 1994. Em 1995, Total! classificou o jogo em 33º lugar no Top 100 SNES Games, escrevendo: "Isso pegou o formato original e acumulou vários novos níveis, uma variedade de novos lemingues e basicamente nos deu mais do que gostamos, só que melhor.